# Johan Cornelis Lantsheer
Johan Cornelis Lantsheer (Middelburg, 31 oktober 1834 – Menton (Alpes-Maritimes), 11 maart 1893) was een Nederlands bestuurder.

## Biografie
Lantsheer was een lid van de Zeeuwse, in het Nederland's Patriciaat opgenomen familie Lantsheer en een zoon van burgemeester mr. Johan Frederik Lantsheer (1791-1838) en jkvr. Henrietta Carolina Schorer, vrouwe van Ter Boede (Koudekerke) (1799-1849), lid van de Zeeuwse familie Schorer. Hij trouwde in 1864 jkvr. Johanna Maria Henrietta van Reigersberg Versluys (1837-1916), lid van de Zeeuwse familie Versluys, uit welk huwelijk geen kinderen werden geboren.
In 1865 werd hij burgemeester van Ritthem wat hij bleef tot zijn benoeming tot burgemeester in 1880 van Domburg. Vanaf dat laatste jaar was hij tevens lid van Provinciale Staten van Zeeland. Beide laatste functies bekleedde hij tot zijn overlijden in 1893.